# 息稅折舊攤銷前盈餘
（縮寫：EBITDA），即未計利息、稅項、折舊及攤銷前的盈利。

## 算法
- 净销售量 - 营业费用 = 息稅前盈餘
- 息稅前盈餘 + 折旧费用 + 摊销 = 稅前息前折舊攤銷前之獲利